# أرييل سيرينا هيدجيز بوين
أرييل سيرينا هيدجيز بوين (بالإنجليزية: Ariel Serena Hedges Bowen)‏ هي عالمة موسيقى أمريكية، ولدت في 3 مارس 1863، وتوفيت في 7 يوليو 1904.